# Santo Tomé (Espagne)
Pour les articles homonymes, voir Santo Tomé.
Santo Tomé est une commune située dans la province de Jaén de la communauté autonome d'Andalousie en Espagne.

## Administration
Francisco JIMENEZ NOGUERAS est le maire de Santo Tomé depuis 1995, en 2023 et après 28 ans de mandat il est réélu une nouvelle fois à la tête du conseil municipal. 
| Période                                  | Période | Identité                   | Étiquette | Qualité |
| ---------------------------------------- | ------- | -------------------------- | --------- | ------- |
| 1995                                     | 2027    | Francisco JIMENEZ NOGUERAS | PSOE      | Maire   |
| Les données manquantes sont à compléter. |         |                            |           |         |